# Martin Dibobe
Martin Dibobe, né le 31 octobre 1876 à Bonapriso (Cameroun) et mort vers 1922 sans-doute au Liberia, est un conducteur de train germano-camerounais qui travaillait à Berlin à l'époque de l'Empire allemand. 

## Biographie
Son nom de naissance était Quane a Dibobe, mais il a été rebaptisé Martin Dibobe par des missionnaires. À l'âge de 20 ans, il se rend en Allemagne pour représenter le Cameroun (alors colonie allemande) à la Grande exposition industrielle de Berlin en 1896, où son rôle au Parc de Treptow était de représenter la « vie quotidienne africaine ». Avec de nombreux autres Africains, tous originaires des colonies allemandes de l'époque, il passe six mois à l'exposition en tant qu'« objet exposé ». À la fin de l'exposition, il reste à Berlin et commence un apprentissage de serrurier dans l'entreprise Conrad Schultz à Strausberg. 
Au début de l'année 1900, il se fiance avec Helene Noster, la fille de son propriétaire, et ils se marient la même année malgré les objections des autorités coloniales allemandes. En 1902, il travaille comme répartiteur au Métro de Berlin et devient rapidement conducteur de train de première classe. En tant que tel, il devient rapidement une sorte de célébrité. Dibobe est resté en contact avec son pays natal et, après la Première Guerre mondiale, il s'est fait le champion de la restitution des anciennes colonies allemandes.
Il sympathise ouvertement avec les opinions du Parti social-démocrate d'Allemagne et défend l'égalité de statut pour les Africains. Avec 17 autres Africains originaires des anciennes colonies, qui lui ont proposé d'être leur représentant permanent au Reichstag, il y présente une pétition le 27 juin 1919, demandant l'indépendance et les droits civils pour toutes les personnes vivant dans et à partir de ces colonies.
En 1922, il décide de retourner en Afrique avec sa famille et, pour s'y préparer, il se rend seul au Cameroun, qui est désormais sous contrôle français. Les Français, craignant qu'il ne soit à l'origine d'une révolte en faveur des Allemands, refusent de le laisser débarquer. Il n'a d'autre choix que de se rendre au Liberia. C'est à ce moment-là qu'on perd toute trace de lui, mais il est probable qu'il soit mort au Liberia.